# R∃/MEMBER
『R∃/MEMBER』（リメンバー）は、SawanoHiroyuki[nZk]の3枚目のスタジオ・アルバム。2019年3月6日にSACRA MUSICよりリリースされた。

## 概要
前作より1年6ヶ月ぶりとなるアルバム。
アルバム発売日と同日の2019年3月6日、および3月7日に同名のライブ「SawanoHiroyuki［nZk］ LIVE “R∃/MEMBER”」がチームスマイル・豊洲PITで開催された。ゲストボーカルにYosh、Tielle、Gemie、mizuki、naNami、Aimer、西川貴教（6日のみ）、LiSA（7日のみ）が参加。

### 仕様
「通常盤」「初回生産限定盤」の2形態で発売。初回生産限定盤には「澤野弘之 LIVE [nZk]005」のライブ映像が収録されたBlu-rayが付属。

## チャート成績
オリコン週間ランキングでは週間6位、合算アルバムでは5位にランクインした。

## 収録曲
特記以外作詞・作曲：澤野弘之
1. Glory -into the RM- / SawanoHiroyuki[nZk]:SUGIZO
作詞・ボーカル：Yosh（Survive Said The Prophet）、SUGIZOはエレクトリックヴァイオリンで参加[7]。
2. EVERCHiLD / SawanoHiroyuki[nZk]:Akihito Okano（ポルノグラフィティ）[8]
3. never gonna change / SawanoHiroyuki[nZk]:スキマスイッチ
4. narrative / SawanoHiroyuki[nZk]:LiSA
映画『機動戦士ガンダムNT』主題歌
5. i-mage / SawanoHiroyuki[nZk]:Aimer
Aimerのアルバム『Penny Rain』にはアレンジ曲「i-mage <in/AR>」が収録。
6. NOISEofRAIN / SawanoHiroyuki[nZk]:Takanori Nishikawa
共作詞：cAnON.
7. Binary Star / SawanoHiroyuki[nZk]:Uru
作詞：mpi
TVアニメ『銀河英雄伝説 Die Neue These』オープニングテーマ
8. ME & CREED＜nZkv＞ / SawanoHiroyuki[nZk]:さユり
スマートフォン向けアプリゲーム「青の祓魔師 DAMNED CHORD」主題歌
9. Unti-L / SawanoHiroyuki[nZk]:ASCA
『機動戦士ガンダムUC』Blu-ray BOX イメージソング
10. Cage / SawanoHiroyuki[nZk]:Tielle
作詞：mpi・Benjamin Anderson
実物大ユニコーンガンダム立像 テーマソング
11. REMEMBER
共作詞：mpi・Benjamin Anderson

初回生産限定盤Blu-ray Disc
1. メドレー D + T / BLOOD oF thE DRAGON
2. The Brave
3. The Reluctant Heroes
4. friends
5. BRAVE THE OCEAN
6. Before my body is dry
7. Battle Scars
8. メドレー Grenzlinie / Rё∀L
9. メドレー Tide Over / DOA
10. Light your heart up
11. Roller Coaster
12. Aesthetic ＜[emU]ver.＞
13. RE:I AM
14. Next 2 U
15. ninelie
16. Cage
17. Amazing Trees
18. A/Z
19. aLIEz
20. Next of Kin
21. mio MARE ＜2v-alk_v＞
22. sh0ut
23. Barricades
24. pf-[nZk]005